# Igor Zeko
Igor Zeko (Uskoplje, 18. ožujka 1989.), hrvatski nogometaš i nogometni trener iz Bosne i Hercegovine.

## Karijera

### Igračka karijera
Nogometom se počeo baviti u Slogi iz rodnog Uskoplja. Kao mladi nogometaš odlazi u NK Travnik gdje nastupa za kadetsku i juniorsku momčad. Za prvu momčad Travnika debitira u premjerligaškom natjecanju početkom sezone 2008./09.. Na ljeto 2009. vraća se u matični klub. Tijekom kolovoza 2011. prelazi u bugojansku Iskru. Nakon nekoliko sezona u Iskri slijedi povratak u Slogu za koju s prekidima nastupa do 2022. godine kada završava igračku karijeru.
Igrajući za Travnik upisao je nekoliko nastupa za bosanskohercegovačku reprezentacija do 19 godina odnosno do 21 godine.

### Trenerska karijera
Nakon okončanja igračke karijere bavi se treneskim poslom, a posjeduje trenersku UEFA B licencu. Nakon što je bio pomoćni trener, početkom 2023. godine preuzima prvu momčad uskopaljske Sloge, .

## Vanjske poveznice
- Profil na transfermarkt.com